# Schlacht bei Beaugency
Weißenburg – Spichern – Wörth – Colombey – Straßburg – Toul – Mars-la-Tour – Gravelotte – Metz – Beaumont – Noisseville – Sedan – Sceaux – Chevilly – Bellevue – Artenay – Châtillon – Châteaudun – Le Bourget – Coulmiers – Amiens – Beaune-la-Rolande – Villepion – Loigny und Poupry – Orléans – Villiers – Beaugency – Nuits – Hallue – Bapaume – Villersexel – Le Mans – Lisaine – Saint-Quentin – Buzenval – Paris – Belfort
Die Schlacht bei Beaugency vom 8. bis 10. Dezember 1870 zwischen der Armeeabteilung des Großherzogs von Mecklenburg und der französischen Loirearmee war eine Schlacht des Deutsch-Französischen Krieges. Wegen der großen Ausdehnung der Kämpfe gibt es auch die Bezeichnung Schlacht von Beaugency-Cravant.

## Teilung der Loirearmee nach Orléans
Nach der Schlacht von Orléans war die Loirearmee in zwei Teile gespalten worden. Die Korps unter dem Kommando von General Chanzy zogen sich in südwestliche Richtung zurück und blieben dabei auf der rechten Seite der Loire. Diese Einheiten wurden jetzt als zweite Loirearmee bezeichnet. Bei diesem Rückzug kam es zu vielen kleineren Gefechten zwischen den preußischen, bayerischen und den französischen Einheiten. Nach Erfolgen bei kleineren Treffen am 6. und 7. Dezember ging die Armeeabteilung des Großherzogs von Mecklenburg (XIII. Armee-Korps, Bayerisches 1. Korps und preußische Kavallerie) auf der rechten Seite der Loire gegen Beaugency und die deutsche 2. Armee unter Prinz Friedrich Karl am linken Flussufer vor. Für diesen Vorstoß waren Einheiten des IX. Armee-Korps zur Verstärkung hinzugezogen worden, während das III. Armee-Korps im Raum Gien und Kräfte des X. Armee-Korps als Sicherung gegen die anderen drei Korps (die spätere Ostarmee) im Raum Orléans zurückblieben. Man rechnete nicht mit größerem Widerstand und hatte sogar bereits nach der Eroberung von Orléans gemeldet, die Loire-Armee sei in alle Richtungen versprengt und habe als Armee aufgehört zu existieren.

## Aufmarsch im Vorfeld von Beaugency

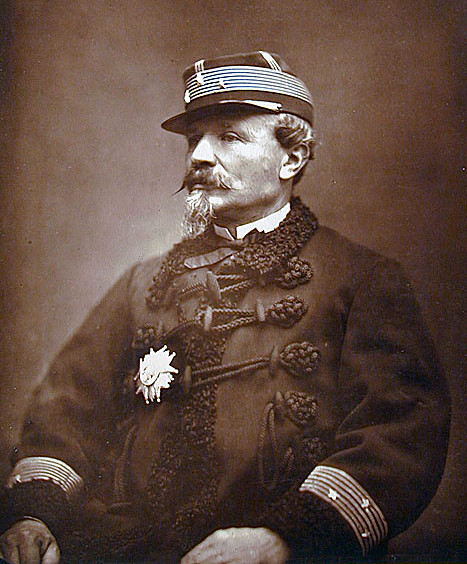
Antoine Chanzy

Die französische Schlachtlinie erstreckte sich am Abend des 5. Dezember von Saint-Laurent-des Bois bis Meung: der rechte Flügel stützte sich auf die Loire, seine Linke stützte sich auf den Wald von Marchenoir. General Maurandy, Kommandeur der 3. Division des XVI. Korps, hatte die Loire bei Beaugency zu überqueren, um am linken Ufer den Park und das Schloss von Chambord besetzen und die Zugänge nach Blois zu decken. General Barry, Kommandeur der 2. Division des XVI. Korps, musste nach Blois vorrücken und diese Stadt in einen Verteidigungszustand versetzen, wobei er eine seiner Brigaden bei Mer zurückließ, um die Straße zu überwachen, die entlang des rechten Flussufer verlief.
Während Teile der Loire-Armee durch die deutsche 2. Armee über das linke Ufer des Stromes hinaus verfolgt wurde, formierte der Großherzog von Mecklenburg eine Gefechtslinie, die rechts durch die 22. Division (Generalleutnant Ludwig von Wittich), links durch die 17. Division (Generalleutnant Hermann von Tresckow) und in der Mitte durch das bayerische 1. Armeekorps (General der Infanterie Ludwig von der Tann) gebildet wurde. Die 4. Kavallerie-Division (Prinz Albrecht von Preußen) sicherte nach Cravant und die 2. Kavallerie-Division (Graf Wilhelm zu Stolberg) bei Grand-Chatre.
Am Morgen des 7. Dezember rückte die 17. Division entlang der Loire von St. Au gegen Meung vor. In Beaugency hatten sich die von der Stadt Orléans zurückgegangenen französischen Einheiten mit den Einheiten aus dem Raum Loigny versammelt und noch Verstärkung durch Freiwilligenverbände aus Tours erhalten. Das unabhängige Korps des Divisionsgeneral Camô hatte eine Dorfreihe zwischen Baulle über Foinard und La Bruere bis nach Chateau-Langlochere besetzt und versperrte den Deutschen den Weg nach Beaugency. 
Am linken Flügel Chanzys der sich am Nordrand des Foret de Marchenoir bildete, sicherte die 1. Division unter General Collin bis Poisly, dahinter die 2. und 3. Division des XXI. Korps. Beim Dorf Mountsouris schloss das XVII. Korps (General Guépratte) mit der Division des Generals Deflandre an, welche aus Prenay vorrückend die Frontlinie bis Cernay verlängerte. Hier folgte die Division des Generals Roquebrune (XVII. Korps), welche Villechaumont und Villevert stark besetzt hielt, während die Division Deplanque vom XVI. Korps bei Villemarceau hielt. Als Reserve Chanzys wurde die Division des Generals Dubois de Jaucigny (XVII. Korps) zurückgehalten. Insgesamt versammelten sich so zwischen Beaugency an der Loire und Binas (etwa 20 Kilometer nordwestlich) annähernd 110.000 französische Soldaten. Der deutsche Generalstab hatte nach der Trennung der Loirearmeen nicht damit gerechnet, dass die am nördlichen Ufer stehenden französischen Kräfte zu einem Gegenangriff befähigt wären und setzte daher nur unzureichende Kräfte zur Verfolgung ein. Die Stärke der Armeeabteilung des Großherzogs war nach den vorangegangenen Kämpfen auf 27.000 einsatzfähige Infanteristen und geringe Kavalleriekräfte gesunken. Die deutsche Front hatte zwischenzeitlich eine Breite von etwa 15 Kilometern, man zog diese aber nach dem Durchmarsch von Meung erheblich zusammen. Die nötigen Verstärkungen durch die noch im Raum Orleans stehende deutsche 2. Armee konnten erst nach zwei Kampftagen wirksam werden.

## Die Schlacht bei Beaugency

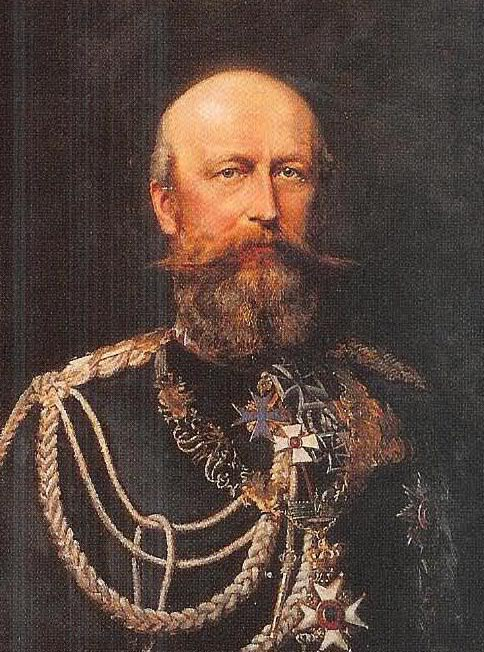
Friedrich Franz II. Großherzog von Mecklenburg

Vom 8. bis 10. Dezember kam es dann in und um Beaugency zu schweren Kämpfen, bei denen die Franzosen immer wieder zum Angriff vorgingen. Insbesondere ein Angriff des XVI. Korps am 8. Dezember unter dem Konteradmiral Jauréguiberry brachte die Deutschen in erhebliche Bedrängnis. Nur weil der linke französische Flügel (XXI. Korps unter Benjamin Jaurès) nicht angriff und die Möglichkeit zur Umfassung des rechten deutschen Flügels nicht nutzte, konnte sich die bedrängte bayerische 1. Division noch halten. Der preußischen 17. Division war es am linken Flügel gelungen, Beaugency und den Ort Messas zu stürmen und den rechten Flügel der Franzosen zurückzuwerfen, wodurch es, obwohl die Nacht einbrach, Teile der bayerischen 2. Infanterie-Division ermöglicht wurde, Le Mée und Villechaumont zu besetzen. Die 22. Division rückte von Ouzouer über Villermain auf Cravant vor, um sich dem rechten Flügel der bereits im Kampf stehenden Bayern anzuschließen. Die bayerische 2. Division musste nach dem Ansturm von drei französische Divisionen auf Beaumont zurückgehen. Die 2. Division des französischen XVII. Korps brachte Artillerie vor und schickten sich an, gegen Cravant vorzugehen, wo nach der Erstürmung von Beauvert und Layes die preußische 22. Division eingetroffen war. Als in der Mitte die 2. Division des XVII. Korps Befehl erhielt, von Cernay und Villechaumont neuerlich auf Cravant anzugreifen, wurde diese dann von starken Infanteriefeuer empfangen. Gegen 15 Uhr wurden die französischen Truppen, die auf Cravant angriffen, durch den Gegenstoß der 44. Brigade (Oberst Arthur Marschall von Bieberstein) zurückgewiesen und auch aus Layes vertrieben. Rechts davon wurde General Deflandre, Kommandant der 3. Division des XVII. Korps tödlich getroffen und erlag seiner Verwundung wenige Tage später.
Als in der Nacht vom 8. auf den 9. Dezember die Einzelheiten des französischen Gegenangriffes im Hauptquartier der deutschen 2. Armee bekannt wurden, unternahm Prinz Friedrich Karl sofort Schritte, um alle seine Streitkräfte gegen General Chanzy zu konzentrieren. Das III. Armee-Korps (General von Alvensleben), das sich seit dem Vortag in Gien befand, wurde nach Orleans zurückgerufen, um auch nach Beaugency umgeleitet zu werden. Das aus Orleans kommende X. Armee-Korps befand sich am Abend des 8. vor Meung und wurde dem Großherzog von Mecklenburg sofort zur Verfügung unterstellt. Gleichzeitig erhielt der Großherzog den Befehl, das abgekämpfte 1. Bayerische Korps des Generals von der Tann nach Orléans zurückzuschicken. Die 17. und 22. Infanterie-Division sollten weiterhin dem Großherzog von Mecklenburg unterstehen und fortan das XIII. Armeekorps bilden.
Das IX. Armee-Korps, das das linke Ufer der Loire vorrückte und sich am Abend des 8. bei Saint-Laurent-des-Eaux befand, erhielt den Befehl, seinen Vormarsch auf Blois zu beschleunigen, um wenn möglich, die Loire neuerlich zu überqueren und die rechte Flanke der französischen Front im Rücken zu treffen.
Am 9. Dezember verkürzte der Großherzog seine Front und befahl bei Beaumont vor Anbruch des Tages die Ablöse der 1. bayerischen Division (Generalmajor Karl von Dietl)  durch die 22. Infanterie-Division, wobei der rechte Flügel zeitweilig lediglich von der Kavallerie gedeckt wurde. Noch während die Ablösung stattfand, entwickelten sich morgens ab 7 Uhr zwischen Villechaumont und Cravant so heftige französische Angriffe, dass die 22. Division und die Bayern wieder voll engagiert werden mussten. Aus dem Walde von Marchenoir versuchten die Franzosen den rechten deutschen Flügel zu umfassen, was von der 4. Kavallerie-Division vereitelt werden konnte.
Der Großherzog befahl dann seinerseits der 17. und 22. Division, gegen das Mitte der französischen Stellung in der Richtung auf Toupenay anzugreifen, wobei die 22. Division bis über Origny und die 17. Division über Villorceau und Villemarceau vordringen konnte. Die Dörfer Origny, Villorceau und Villemarcean wurden gestürmt und alle französischen Gegenangriffe aus Josnes bis zum Eintritt der Dunkelheit abgeschlagen.
Bis zum 10. Dezember konnte der Großherzog alle verfügbaren Truppen einschließlich der Sicherungstruppen von Orléans nach Beaugency in Marsch setzen und sich auf etwa 70.000 Mann verstärken, sodass er etwa ein Gleichgewicht der Kräfte erreichte. An diesen Tag übernahm auf deutscher Seite der von Orleans kommende Prinz Friedrich Karl die oberste Führung. Beide Seiten versuchten ihre Gegner mit eigenen Angriffen zu schlagen, wobei die 2. Kavallerie-Division bei Rilly und die 4. Kavallerie-Division bei Launay, zur Deckung der Nordausgänge des Waldes von Marchenoir eingesetzt wurden. Alle Angriffe beider Seiten scheiterten jedoch, auch wenn die Franzosen bei ihren Angriffen einige Anfangserfolge erzielen konnten. Das französische XXI. Korps wurde zwar auf die Linie Poisly-Lorges-Briou zurückgenommen werden, in der Mitte konnte sich aber das XVII. Korps mit den Divisionen Deflandre (jetzt unter General de Jouffroy) und der als Infanterie eingesetzten Kavalleriebrigade Tripant am Grund zwischen Grand-Taupanne bis Tavers festhalten und erfolgreich Angriffe ansetzen. Die deutsche Besatzung der Dörfer Origny und Villejouan wurde vertrieben und der Ort Villemarceau ging der 17. Division zeitweilig verloren. Das Eingreifen der 19. Division des deutschen X. Armeekorps (General der Infanterie von Voigts-Rhetz) erzwang dann die Einstellung der französischen Angriffe.

## Abbruch der Schlacht am 10. Dezember
Die Angriffe bis zum 10. Dezember hatten für beide Seiten keinen entscheidenden Sieg gebracht. Gleichzeitig jedoch hatte die 25. Division unter Prinz Ludwig von Hessen, welche auf der linken Seite der Loire vorgegangen war, die Loire in Blois überschritten und stand somit im Rücken der Loirearmee. In dieser Situation bestand für die Franzosen die Gefahr, eingeschlossen zu werden, und General Chanzy befahl daher einen Rückzug über Vendôme nach Le Mans. Die Verfolgung durch die Preußen wurde nur bis Vendôme vorangetrieben, die Versorgungswege waren überdehnt und die eigenen Kräfte sehr angeschlagen. In Vendôme blieben die deutschen Verbände fast einen Monat bis zur Schlacht bei Le Mans.